# Giramaschi

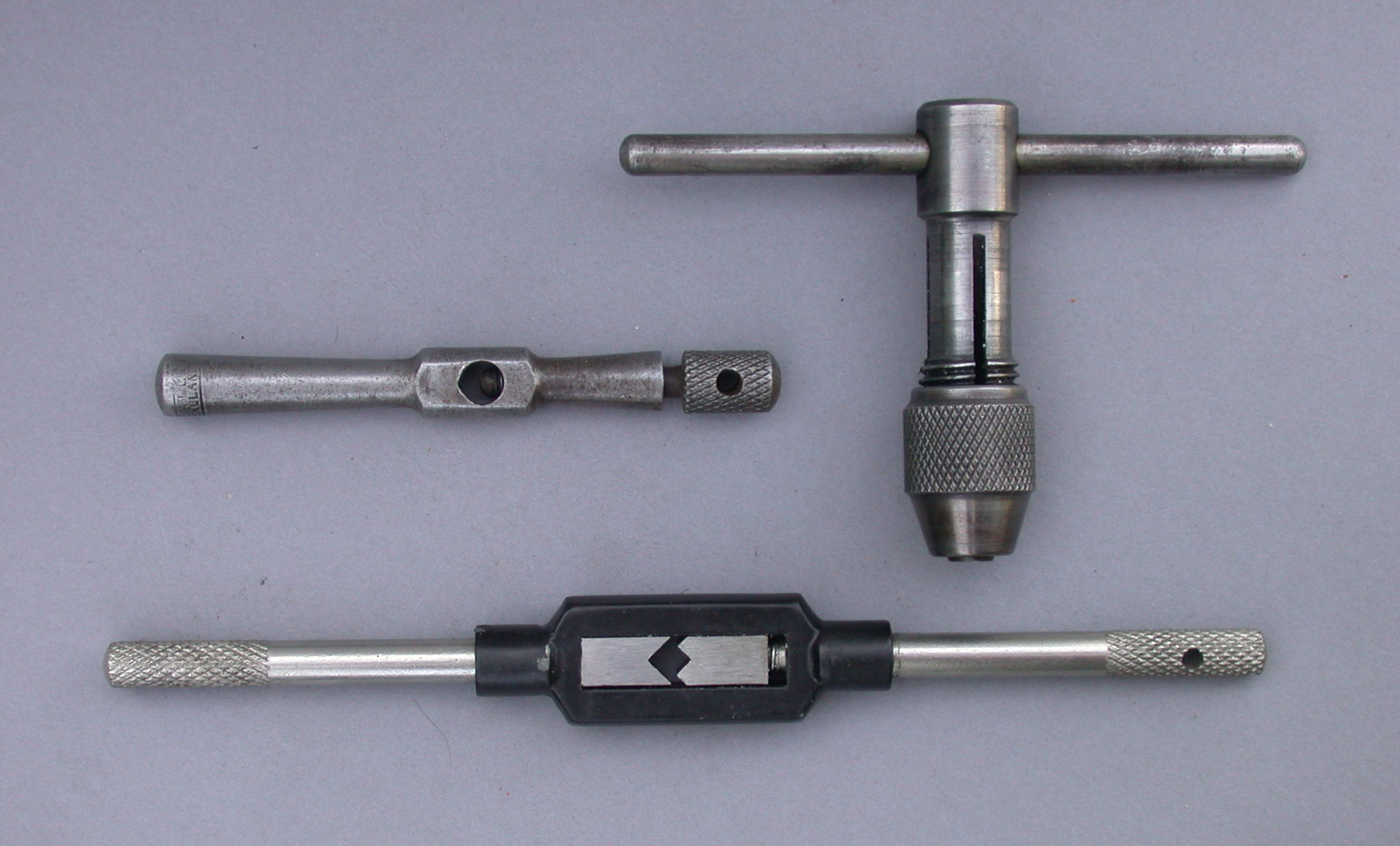
Giramaschi a mandrino (in alto) e a manubrio

Il giramaschi è una chiave regolabile per manovrare maschi o altri utensili con attacco quadro, per esempio gli alesatori. Si usa a mano.

## Tipi di giramaschi
I due principali tipi sono a mandrino e a manubrio, entrambi regolabili e in grado di accettare utensili di varie misure. Il primo è adatto a lavori di precisione e può utilizzarsi anche per punte da trapano, frese, spazzole rotative e altri piccoli utensili; di solito può accogliere solo due misure ravvicinate. Il secondo è dedicato a utensili più grandi o per quando è necessaria maggior forza e si utilizza quasi esclusivamente con i maschi e gli alesatori; rispetto al mandrino può accogliere un maggior numero di misure di utensili.

Nel tipo a mandrino, anche detto a T, la regolazione si opera ruotando la ghiera conica di serraggio del mandrino che avvitandosi stringe l'imboccatura ed esercita pressione radiale sull'utensile grazie a ganasce elastiche; nel tipo a manubrio ruotando uno dei due semimanubri che grazie a una vite avvicina o allontana il blocco mobile a intaglio quadro entro cui si serra l'utensile, a guisa di una chiave regolabile.

Per utilizzare la serie standard di maschi e alesatori servono diversi giramaschi di varie misure, di solito almeno tre.

## Impiego
Dopo aver inserito e ben serrato l'utensile nel giramaschi senza sforzare, lo si accosta all'imboccatura del foro e si controlla la buona coassialità con l'asse di questo, poi si procede ruotando lentamente il manubrio e applicando al contempo una forza longitudinale di spinta per favorire l'impanatura del maschio o l'azione dell'alesatore. Per tutta la durata dell'azione l'utensile deve restare coassiale al foro, eventuali disallineamenti portano nel caso della maschiatura a filettature inclinate o anche alla rottura del maschio.

Nella maschiatura di tanto in tanto è necessario ruotare di qualche giro in senso contrario per agevolare l'evacuazione del truciolo, poiché a differenza delle punte da trapano i maschi non sono in grado di operare lo scarico completo. Ciò non si applica agli alesatori, che devono invece di tanto in tanto venir estratti e ripuliti a mano dal truciolo onde evitare l'impasto della limatura.

In ogni caso è raccomandata lubrificazione, per esempio con olio da taglio.